# Nhật ký ma cà rồng
The Vampire Diaries (tiếng Việt: Nhật ký ma cà rồng) là bộ phim truyền hình Mỹ được Kevin Williamson và Julie Plec phát triển dựa trên bộ sách cùng tên được J Smith viết. Bộ phim phát sóng trên The CW từ ngày 10 tháng 9 năm 2009 và kết thúc vào ngày 10 tháng 3 năm 2017, tổng cộng 171 tập qua 8 mùa.

## Nội dung
Bộ phim nói về cuộc sống của Elena Gilbert (Nina Dobrev), một cô gái 17 tuổi, yêu một ma cà rồng 162-năm-tuổi tên là Stefan Salvatore (Paul Wesley). Mối quan hệ của họ ngày càng trở nên phức tạp khi người anh trai của Stefan là Damon Salvatore (Ian Somerhalder) trở lại với kế hoạch tàn phá thị trấn và trả thù em trai của mình. Cả hai anh em đều thể hiện tình cảm đối với Elena, chủ yếu là do sự giống nhau của cô với người yêu cũ của họ trong quá khứ, Katherine Pierce. Trong các phần tiếp theo, Elena phát hiện mình là hậu duệ của Katherine, người đã trở lại với kế hoạch chống lại bộ ba.
Câu chuyện trong phim xảy ra tại thị trấn hư cấu Mystic Falls, Virginia, một thị trấn có lịch sử siêu nhiên kể từ khi những người dân di cư từ New England đến đây vào cuối thế kỷ 17. Câu chuyện còn xoay quanh các cư dân khác của thị trấn, đặc biệt là em trai của Elena Jeremy Gilbert (Steven R. McQueen), bạn thân cô Bonnie Bennett (Katerina Graham), Caroline Forbes (Candice Accola) và người bạn chung của họ là Tyler Lockwood (Michael Trevino) và Matt Donovan (Zach Roerig). Thị trấn được quản lý bởi con cháu của gia đình sáng lập ban đầu được gọi là "Hội đồng sáng lập". Một số gia đình sáng lập của Mystic Falls gồm có Salvatores, Gilbert, Fells, Forbes và Lockwoods. Họ chỉ bảo vệ thị trấn khỏi các ma cà rồng, mặc dù còn có những mối đe dọa siêu nhiên khác như người sói, phù thủy, ma quỷ và các 'con lai' của chúng.

## Liên kết khác
- Trang web chính thức Lưu trữ ngày 14 tháng 3 năm 2014 tại Wayback Machine
- The Vampire Diaries trên Warner TV
- The Vampire Diaries trên Internet Movie Database
- Bản mẫu:TV.com

Bản mẫu:The Vampire Diaries